# Princeton (Minnesota)
Princeton é uma cidade localizada no estado americano de Minnesota, no Condado de Mille Lacs e Condado de Sherburne.

## Demografia
Segundo o censo americano de 2000, a sua população era de 3933 habitantes.
Em 2006, foi estimada uma população de 4752, um aumento de 819 (20.8%).

## Geografia
De acordo com o United States Census Bureau tem uma área de
11,5 km², dos quais 11,5 km² cobertos por terra e 0,0 km² cobertos por água. Princeton localiza-se a aproximadamente 305 m acima do nível do mar.

## Localidades na vizinhança
O diagrama seguinte representa as localidades num raio de 24 km ao redor de Princeton.